# 新潟市立小針中学校
新潟市立小針中学校（にいがたしりつ こばりちゅうがっこう）は、新潟県新潟市西区小針一丁目に所在する市立中学校である。

## 概要
1972年に開校。全校生徒数880名（1年291名・2年304名・3年285名、2008年度）であり、市内・県内の中学校では上山中学校に続いて2番目に生徒数が多い。

## 沿革
- 1972年4月1日 - 生徒数増加に伴い坂井輪中学校から分離独立、新潟市立小針中学校として開校。

## 通学区域
#外部リンクを参照。

### 進学前小学校
- 新潟市立小針小学校
- 新潟市立青山小学校
- 新潟市立東青山小学校
- 新潟市立立仏小学校
- 新潟市立山田小学校

## 交通
- JR東日本 ■越後線 小針駅より徒歩 15分
- 新潟交通 ■W5小新線 「小針中学前」バス停より徒歩 1分
- E8 北陸自動車道 新潟西インターチェンジより車 約10分
- 国道8号（新潟バイパス） 黒埼インターチェンジより車 約10分

## 著名な出身者
- 山岸快 - 俳優、声優
- 鈴木裕太 - プロ野球選手（東京ヤクルトスワローズ投手）
- 荘司康誠 - プロ野球選手（東北楽天ゴールデンイーグルス投手）
- 早川史哉 - プロサッカー選手（アルビレックス新潟DF）